# مسألة المرأة

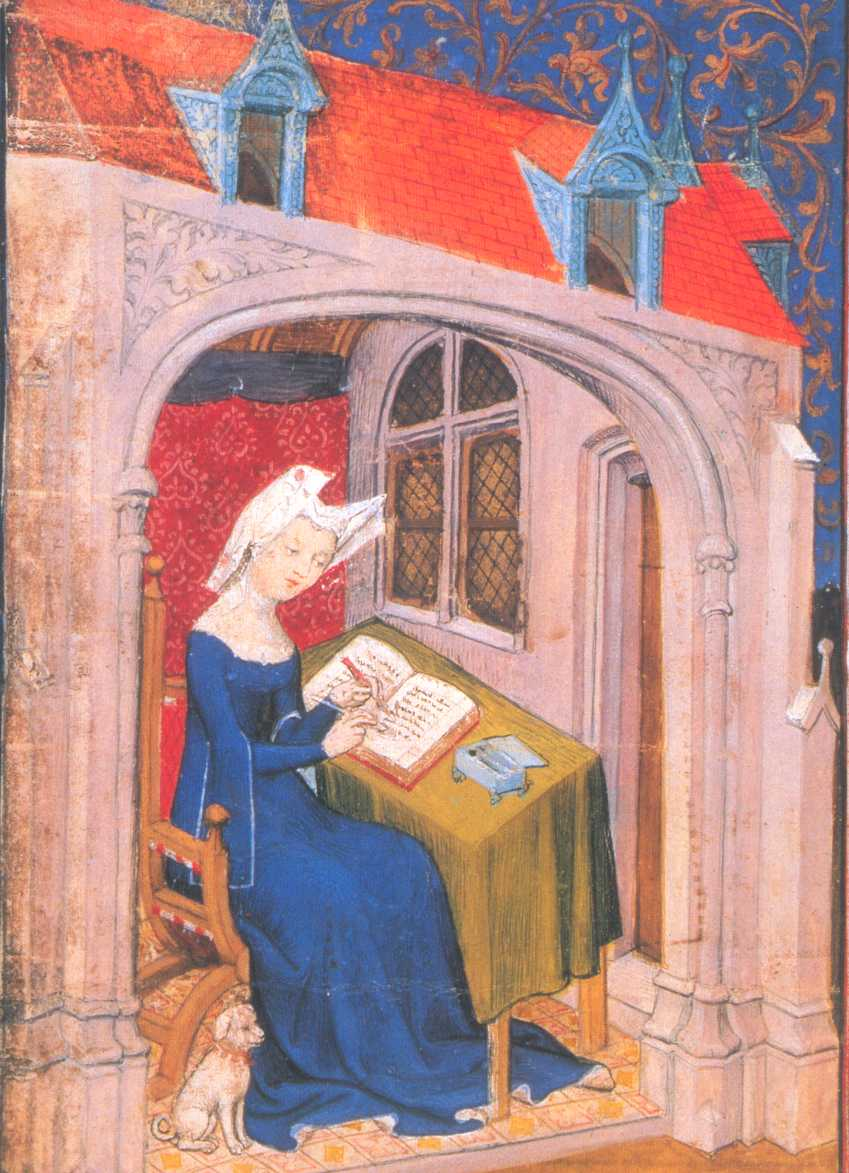

مسألة المرأة هو مصطلح ترجم عن المصطلح الفرنسي مسائل المرأة (حرفيا «نزاع المرأة») ويشير كلاهما إلى النقاش الفكري الدائر منذ القرن الخامس عشر إلى القرن الثامن عشر حول طبيعة المرأة والحملات النسوية من أجل التغيير الإجتماعي بعد القرن الثامن عشر
وفي حين يتناول المصطلح الفرنسي «نزاع النساء» تحديدًا عصر النهضة فإن «مسألة المرأة» باللغة الإنجليزية (أو باللغات المقابلة) تستخدم عادة للدلالة على التغيير الاجتماعي في النصف الثاني من القرن التاسع عشر والذي شكك في الأدوار الرئيسة للمرأة في البلدان الغربية المتأثرة بالثورة الصناعية مثل المملكة المتحدة والولايات المتحدة الأمريكية وكندا وروسيا.
هيمنت قضايا حق المراة في الانتخاب وحق الانجاب والاستقلال الذاتي وحقوق الملكية والحقوق القانونية والحقوق الطبية والزواج على المناقشات الثقافية في الصحف والتجمعات الفكرية. في حين أن العديد من النساء دعمن تغيير الأدوار إلا أنهن لم يوافقن بالإجماع على ذلك. وغالبًا ما كانت قضايا الزواج والحرية الجنسية أكثرالقضايا إثارةً للإختلاف.

## المحتوى
في البداية أي منذ القرن الخامس عشر إلى القرن الثامن عشر في أوروبا كانت «مشاجرة النساء» أو «مسألة المرأة» تشير إلى نقاش واسع فيما يتعلق بطبيعة المرأة وقدراتها وما إذا كان ينبغي السماح لها بالدراسة أو الكتابة أو ممارسة السلطة مثل الرجال.
انتقد واشاد الباحثون من المجالين العلمي والشعبي طبيعة المرأة وأن يكونوا متعلمين مثل الرجال، ومنهم من ايدوا تلك الفكرة ومنهم من كانوا ضدها، وكما ذكرت أرسطوطالية الكلاسيكية أن النساء غير قادرات على التفكير. جادل الكثيرون بأن طبيعة المرأة تمنعهم من التعليم العالي ومع تطور النقاش اتفق البعض على أن الرجال ليسوا بطبيعتهم أكثر ذكاءا من النساء ولكن جادل الباحثون بأن طبيعة الأنثى تمنعهم أيضا من أخذ التعليم العالي على محمل الجد. بالإضافة إلى ذلك كان هنالك جدال كبير حول المفاهيم الكلاسيكية للمرأة باعتبارها ناقصة بطبيعتها حيث حاول «المدافعون عن النساء» امثال كريستين دي بيزان وماري ولستونكرافت دحض الهجمات ضد النساء ككل.
```
في حين أن هذه المناقشة كانت مهمة للغاية للبعض الذين كتبوا دعما للنساء أو ضدهن فكانت  المشاركة في «مشاجرة النساء» تمرينا فكريا لكثير من الباحثين الذين كان لهم شخصية أقل أهمية 
[
2
]
```

ظهور النقاش مجددا حول طبيعة المرأة وتوضيح دورها عن طريق استكشاف الحركة الرومانسية في الخيال والدراما والاوبرا لطبيعة «الرجل» والبشر كأفراد وأعضاء في المجتمع والصراع بين أدوار المحددة للمرأة وقيمها الخاصة وتصوراتها عن النفس بارزة في بعض الأعمال مثل داي واكير، ايفي بريست، مدام بوفاري، مدل مارش، أنا كارينينا، بيت الدمية، هيدا جابلر ويتناول كل واحد منهم الحياة العاطفية والاجتماعية والاقتصادية والدينية للنساء ويسلط الضوء على الطرق التي أدت بها «مسألة المرأة» إلى ارباك مفاهيم ذات الطبيعة الثابتة التي تشترك فيها جميع النساء.  

## التاريخ

### الاستخدام الأول والمناقشة التقليدية
تم استخدام هذا المصطلح لأول مرة في فرنسا: «شجار النساء» بالفرنسية (حرفيا «نزاع المرأة»)، من عام 1450 إلى السنوات التي شهدت بداية الإصلاح والمؤسسات التي تسيطر عليها الكنيسة الكاثوليكية قد أصبح موضع تساؤل. بدأت الدول العلمانية في الظهور في اوائل أوروبا الحديثة وتم تجاوز النظام الإقطاعي من قبل الحكومات المركزية وامتد هذا الخلل إلى العلاقات بين الرجل والمرأة وأدى عصر النهضة إلى تقلص الحرية الفردية للنساء على عكس الرجال ، تم تبرير هذه التغييرات عن طريق عدد من الحجج والتي تشير إلى الطبيعة المتأصلة في المرأة على أنها تابعة للرجل، وعلى أحد جاني النزاع جادل الكثيرون بأن المرأة كانت أدنى من الرجل لأن الله خلق الرجل أولا وبالتالي هو أقوى وأكثر أهمية. الكثير من المسيحية على مر العصور تنظر إلى النساء على أنهن بنات حواء وهي الفاتنة الاصلية المسؤولة عن طرد البشرية من جنة عدن ، فهم أوغسطين النساء على وجه الخصوص على انهن يمتلكن أرواحا كانت «أكثر اغراءا من الناحية الطبيعية» وأكدن على «امكانيتهن الفطرية القوية للفساد»
.
```
ولم تكن التبريرات الدينية هي المصادر الوحيدة للمعلومات المتعلقة بطبيعة المرأة، مع تطور 
النهضة الانسانية
 كان هنالك اهتمام كبير بالرجوع إلى اليونانية الكلاسيكية والفلسفة الرومانية، وتقول الفلسفة الكلاسيكية أن المرأة أدنى من الرجل على المستوى البدني وهذه الدونية الجسدية جعلتها أقل فكريا 
[
1
]
 أيضا، في حين أن مدى هذه الدونية نوقشت بشدة من قبل أمثال 
كريستين دي بيزان
 ومديراتا فونتي.استمر فهم المرأة بأنها تابعة بطبيعتها للرجل وكان هذا الأساس لمنعها من الالتحاق بالجامعات أو المشاركة في المجال العام.
[
1
]
```

أشار «المدافعون عن النساء» على جانب واحد من النقاش وفقا لجوان كليلي «أن كتابات المتعلمين والمثقفين شوهت بما نسميه الآن بالتحيز الجنسي» وأشاروا أيضا أن أعمال النساء وطبيعتها كتبت بشكل شبه كامل من قبل الرجال والعديد منهم كان لديهم أسبابهم للتحدث عن المرأة بشكل سيء، والكتاب الذين كان يشار اليهم ب «مؤيدين النساء» في القرنين السابع عشر والثامن عشر روجوا لنهج تجريبي الذي سيقيس أعمال وقدرات المرأة من دون تحيز، وهذه الحجج لم تصر على أن النساء أفراد كما تجادل النساء العصريات ولكن غالبا ما يحاولون المدافعة عن طبيعة المرأة من الافتراءات.

### القرن الخامس عشر
كانت كريستين دي بيزان واحدة من اوائل النساء اللواتي اجبن على «مسألة المرأة» ونشرت كتاب مدينة السيدات في عام 1405 .حيث روت دي بيزان عن معرفتها بقيمة المرأة وفضائلها، وكتبت هذا الكتاب ردا على كتاب الرومانسية من الورد الذي يهاجم النساء وقيمة الزواج، وكتبت دي بيزان هذا الكتاب لتثبت مكانتها في عالم الأدب ونشرته في ذلك الوقت ويمكن اعتبار كتاب مدينة السيدات أحد المصادر الهامة في الحركة النسوية المبكرة.

### القرن السادس عشر
في عام1527، شارك بالداساري كاستيليوني في الطقوس الدينية في كتاب رجل البلاط، والذي عبر عن بعض التأييد للجانب «اللطيف» من النقاش والذي فضل النساء. وفي عام 1529 جادل هاينريش أجريبا أن الرجال في المجتمع لا يظلمون النساء بسبب بعض قوانين الطبيعة ولكن لأنهم يريدون الحفاظ على قوتهم ومكانتهم في المجتمع، وجادل أجريبا بنبولية وفكر المرأة وأنها خلقت أفضل من الرجل، وفي المقام الأول جادل بأن المرأة خلقت أفضل من الرجل وبأنها حصلت على اسم أفضل. الرجل يدعى أدم والذي يعني الأرض والمرأة حواء والتي هي بتفسير الحياة ، والرجل خلق من تراب الأرض بينما المرأة خلقت من شيء أكثر نقاوة. وكانت حجة اجريبا الميتافيزيقة بأن الخلق بحد ذاته عبارة عن دائرة والتي تبدا عندما خلق الله النور وانتهى بخلق المرأة ولهذا تحتل النساء والنور نقاطا متجاورة في دائرة الخلق ويجب أن تمتلكان خصائص متساوية في النقاء.

### القرن السابع عشر حتى القرن الثامن عشر
في عام 1600 كتب موديراتا فونتي كتاب قيمة النساء والتي جمعت فيه الشعر والحوارات التي أعلنت فيها قيمة المرأة والمجادلة بأن ذكائهم وقدرتهم على الحكم لا يمكن الاعتراف بها إذا لم يكونوا متعلمين، واستمر تقليد الدفاع عن المرأة من هجمات معينة في القرنين السابع عشر والثامن عشر: ظهرت شاعرة أخرى سارة فيج فيلد اجيرتون لتكتب عن المدافعة عن النساء في عام 1686 وهي  بعمر الرابعة عشر ردا على «السخرية المتاخرة على النساء» المقتبسة عن فاحشتها، وفي عام 1696 كتبت جوديث دريك مقالة عن الدفاع عن جنس النساء، واصلت النساء من ذوي المركز المنخفض والمرتفع الجدال في القرن الثامن عشر وجوان كيلي «النظرية النسوية المبكرة» و«مشاجرة النساء».

### العصر الفيكتوري
استخدم المصطلح «مشاجرة النساء» في انجلترا في العصر الفيكتوري وعلى سبيل المثال حفز قانون الإصلاح عام 1832 وقانون الإصلاح عام1867 وجلبت الثورة الصناعية مئات الألاف من نساء الطبقة الدنيا للعمل في المصانع مما شكل تحديا للافكار التقليدية لمكان المرأة، وكانت قضية الخلاف الرئيسية هو ما إذا كان ما يشار إلى النساء «الفضيلة الخاصة» يمكن نقله إلى الساحة العامة، وادعى معارضو حق المرأة في الانتخاب أن جلب النساء إلى العلن من شأنه أن يخلعهم ويلوث عفتهم الأنثوية.

## مجالات للنقاش
وطرح «مسألة المرأة» في العديد من المجالات الاجتماعية، على سبيل المثال في النصف الثاني من القرن التاسع عشر وفي سياق الدين  عقد نقاش مكثف في الولايات المتحدة حول مشاركة النساء في الكنيسة، وفي مؤتمر عام 1896 الذي انقعد في الكنيسة الميثودية الأسقفية كانت «مسألة المرأة» هي القضية الأكثر اثارة."War on the Woman Question: It Will Be the Leading One Before the Methodist Episcopal Conference" (PDF). نيويورك تايمز. 1 مايو 1896. اطلع عليه بتاريخ 2009-12-14.</ref>

## قائمة المراجع
- Helsinger، Elizabeth K.؛ Robin Lauterbach Sheets؛ William Veeder (1983). "The+woman+question"&client=firefox-a&cd=1 The woman question: society and literature in Britain and America, 1837–1883, Volume 1. Manchester University Press ND. ISBN:978-0-7190-0986-0. مؤرشف من الأصل في 2020-01-29.
- Crosby، Christina (1991). "The+woman+question"&client=firefox-a&cd=2 The ends of history: Victorians and "the woman question". Routledge. ISBN:978-0-415-00936-2. مؤرشف من الأصل في 2020-01-29.
- Smith، Thomas Robert؛ إلين كي؛ دكنسون جولدزورذي لوز (1919). The woman question. Boni and Liveright.
- Evans، Mary (1994). The woman question. Sage Publications. ISBN:978-0-8039-8747-0.
- إيليزا لين لينتون in the Saturday Review, reprinted as Modern Women and What is Said of Them (1868)
- Sarah Stickney Ellis: "The Women of England: Their Social Duties and Domestic Habits"
- ألكسندرا كولونتاي: "The Social Basis of the Woman Question"
- جورج برنارد شو: Candida and Mrs. Warren's Profession
- هاينريش كورنيليوس أجريبا: Declaration on the Nobility and Preeminence of the Female Sex. (1996 University of Chicago Press)